# Площа Перемоги (Мелітополь)
Плóща Перемóги  — центральна площа Мелітополя, що знаходиться біля проспекту Богдана Хмельницького. У глибині площі розташована арка визволителів, за якою починається алея Слави зі сходами до Гетьманської вулиці.

## Історія
До 1960-х років на території сучасної площі знаходився приватний сектор вулиці Гетьманській (до 2016 року  — вулиця Леніна). У 1959 році міськвиконком на чолі з головою Д. І. Богдановим ухвалив рішення про будівництво міських сходів (нині алея Слави), приблизно в той же час поруч з'явилася і центральна міська площа. Будинки, що стояли тут раніше, було знесено. Отже, вулиця Гетьманська стала розділеною на незв'язані між собою відрізки.
У документах нова площа вперше згадується 9 вересня 1960 року як «Центральна» (протоколи засідань міськвиконкому). 6 травня 1965 року її було перейменовано на площу Перемоги.

## Об'єкти
- Палац культури ім. Т. Г. Шевченка
- Центральна міська бібліотека ім. Лермонтова
- Готель «Мелітополь»
- Пам'ятник Тарасові Шевченку
- Арка визволителів[4]
- Алея Слави
- Фонтан

## Галерея
|                                          |                                                     |                                    |                                                        |
| Фонтан, вид на проспект                  | Готель «Мелітополь»                                 | Палац культури ім. Тараса Шевченка | Меморіальна дошка двом мерам — батькові й сину Сичовим |
| width="25%"                              |                                                     |                                    |                                                        |
| Алея Слави — сходи до вулиці Гетьманська | Вечірня площа з новорічною ялинкою (зима 2012/2013) |                                    |                                                        |